# Swesda-Stadion
Das Swesda-Stadion (russisch Стадион „Звезда“, zu deutsch Stern) ist ein Fußballstadion in der russischen Stadt Perm. Es bietet Platz für 16.873 Zuschauer und dient den Vereinen FK Swesda Perm und Swesda 2005 Perm als Heimstätte. Zudem trug der langjährige Erstligist Amkar Perm seine Spiele dort aus.

## Geschichte
Das Swesda-Stadion in Perm, einer Stadt mit knapp einer Million Einwohnern im Westen des europäischen Teils Russlands, wurde im Jahr 1969 erbaut und am 5. Juni des gleichen Jahres eröffnet. Es trug in der Folge zunächst den Namen Stadion des Leninschen Komsomol. Mit dem Ende der Sowjetunion zu Beginn der 1990er Jahre änderte sich auch der Name des Stadions von Perm, das fortan den noch heute gültigen Namen Swesda-Stadion trug. Derzeit fasst das Swesda-Stadion 16.873 Zuschauer. Allerdings lag die Kapazität der Sportstätte, die multifunktional ist, heutzutage aber größtenteils für Fußballspiele genutzt wird, einst bei weit mehr als 20.000 Zuschauerplätzen. Durch Renovierungs- und Sicherungsarbeiten im Laufe der Jahre reduzierte sich das Fassungsvermögen auf die heute gültigen Zahlen.
Das Swesda-Stadion ist Heimspielort für zwei örtliche Fußballvereine. Zurzeit trägt der 2018 reaktivierte FK Swesda Perm seine Heimspiele dort aus. Swesda tritt in der Spielzeit 2020/21 im drittklassigen Perwenstwo PFL an. Zuvor war der 1993 gegründete Klub Amkar Perm in dem Stadion ansässig. Der Verein spielte von 2004 bis zu seiner Auflösung im Jahr 2018 in der Premjer-Liga. Somit war das Swesda-Stadion viele Jahre lang Austragungsort von Spielen der höchsten russischen Fußballliga. Auch in der höchsten russischen Spielklasse im Frauenbereich ist das Stadion vertreten, da hier auch die Heimspiele von Swesda 2005 Perm stattfinden. Swesda 2005 Perm wurde bereits dreimal russischer Frauenmeister und zählt zu den besten Teams des Landes. 2009 stand Swesda 2005 Perm im Endspiel um die UEFA Women’s Champions League, man unterlag allerdings dem deutschen Vertreter FCR 2001 Duisburg.